# Discografia dei Marmozets
La discografia dei Marmozets, gruppo musicale britannico in attività dal 2007, si compone di due album in studio, quattro EP e otto singoli, tutti (a eccezione dei primi tre EP) pubblicati per la Roadrunner Records.

## Album in studio
| Anno | Titolo                                                                                                  | Posizione massima |
| Anno | Titolo                                                                                                  | UK                |
| ---- | --- | ----------------- |
| 2014 | The Weird and Wonderful Marmozets - Data di pubblicazione: 29 settembre - Etichetta: Roadrunner Records | 25                |
| 2018 | Knowing What You Know Now - Data di pubblicazione: 26 gennaio - Etichetta: Roadrunner Records           | 23                |

## Extended play
| Anno | Titolo                                                                |
| ---- | --------------------------------------------------------------------- |
| 2009 | Out of Control - Pubblicato: 19 agosto - Etichetta: indipendente      |
| 2011 | Passive Aggressive - Pubblicato: 1 novembre - Etichetta: indipendente |
| 2012 | Vexed - Pubblicato: 2 giugno - Etichetta: indipendente                |
| 2014 | Marmozets - Pubblicato: 4 giugno - Etichetta: Roadrunner Records      |

## Singoli
- 2012 – Good Days
- 2013 – Born Young and Free
- 2013 – Move Shake Hide
- 2014 – Why Do You Hate Me?
- 2014 – Captivate You
- 2017 – Play
- 2017 – Habits
- 2017 – Major System Error